# Bee At The Beach
Bee at the Beach és una pel·lícula de dibuixos animats de la sèrie de l'Ànec Donald produïda per Walt Disney per la RKO Pictures, el 1950. El curt es va publicar l'11 de desembre de 2007 a Walt Disney Treasures: The Chronological Donald, Volume Three: 1947-1950.

## Argument
Donald passa una jornada a la platja. Anant a banyar-se, aixafa, ofega i acaba per enterrar a la sorra una abella que només volia bronzejar-se tranquil·lament...